# Ouled Rabah
Ouled Rabah est une commune de la wilaya de Jijel en Algérie.

## Géographie

### Situation
Le territoire de la commune d'Ouled Rabah se situe au sud-est de la wilaya de Jijel à la frontière nord de la wilaya de Mila.
| Boucif Ouled Askeur            | Ouled Yahia Khedrouche   | Sidi Maarouf             |
| Boucif Ouled Askeur            | Ouled Rabah              | Sidi Maarouf             |
| Terrai Bainen (Wilaya de Mila) | Chigara (Wilaya de Mila) | Chigara (Wilaya de Mila) |

### Localités de la commune
La commune d'Ouled Rabah est composée de vingt-cinq localités :
- Aghaouar
- Alajou
- Beni Ouartyayegh
- Boouchekarab
- Boumessaoud
- Boutouil
- El Aanab
- El Belada
- El Merdja
- El Richiya
- Enkya
- Ezzane
- Ezzaouya
- Ghar Ed Diba
- Ghedir El Kettane
- Gramaïd
- Grayou
- Laïssaoui
- Larbaa
- Malktit
- Meriouma
- Mougal
- Ouled Rabah
- Ras Laâoued
- Tamakhert

## Sport
- CS Ouled Rabah CSOR est le seul club sportif a la commune